# Cryptosula reticulata
Cryptosula reticulata is een mosdiertjessoort uit de familie van de Cryptosulidae. De wetenschappelijke naam van de soort is voor het eerst geldig gepubliceerd in 1929 door Okada.